# Gavin Schmidt
Gavin Schmidt est un climatologue et modélisateur climatique britannique. Il est également le directeur du Goddard Institute for Space Studies, un laboratoire de la NASA situé à New York et le cofondateur du blog scientifique sur le climat récompensé RealClimate.

## Carrière
Gavin Schmidt étudie à l'école de Corsham avant d'obtenir un baccalauréat universitaire ès lettres au Jesus College d'Oxford, puis un Philosophiæ doctor à l'University College de Londres. Il travaille dans un premier temps sur la variabilité de la circulation océanique et du climat en utilisant des modèles de circulation générale (MCG). Il travaille également sur les moyens de faire correspondre les données paléoclimatologiques aux modèles actuels. Il aide à développer l'océan du Goddard Institute for Space Studies (GISS) et le couple avec les MCG afin d'améliorer la représentation du climat actuel, tout en étudiant leur réponse au forçage climatique,,.
En juin 2014, la NASA nomme Gavin Schmidt à la tête GISS. Il accède au poste après le départ à la retraite du directeur de longue date, James E. Hansen, devenant ainsi la troisième personne à tenir ce rôle. Dans une interview accordée à Science News, Gavin Schmidt déclare qu'il souhaite poursuivre les travaux de l'Institut sur la modélisation du climat et étendre les étendre sur les impacts climatiques et sur l'exobiologie.

## Recherches
Son principal sujet de recherches est la variabilité du climat, à la fois en interne qu'en réponse au forçage climatique, étudié moyen de modèles de circulations générale océan-atmosphère. Il les utilise également pour étudier le paléoclimat en travaillant sur des méthodes permettant de comparer les données paléoclimatiques avec les résultats du modèle. Il aide à créer le modèle océanique du GISS et le couple avec le modelE. Ce modèle est « activé de manière isotopique » pour transporter des traceurs oxygène 18, ce qui lui permet de simuler le modèle de δ18O observé dans les carottes de glace, les enregistrements de grottes et les sédiments océaniques.

## Média et sensibilisation
Gavin Schmidt est apparu à plusieurs occasions dans les médias, souvent pour être interrogé sur son expertise en matière de conclusions d'études, d'actualités ou de conférences sur le climat. Il travaille avec le Musée américain d'histoire naturelle, le Collège de France et l'Académie des sciences de New York pour l'éducation et la sensibilisation. Gavin Schmidt fonde en 2004 avec huit de ses collègues le blog scientifique RealClimate. Le blog fournit des commentaires critiques sur la science du climat avec l'accent mis sur la sensibilisation du public et des journalistes,. En outre, le blog contient fréquemment des messages d'invités rédigés par des experts de leur domaine. Des articles et des commentaires ont présenté une défense scientifique contre les accusations soulevées dans les controverses concernant le graphique en crosse de hockey. Pendant l'incident des courriels du Climatic Research Unit entre 2009 et 2010, il défend fortement les scientifiques impliqués comme Michael E. Mann et Phil Jones. Le journaliste Fred Pearce déclare que « Schmidt a écrit que les courriels ne faisaient que montrer comment les scientifiques interagissaient en privé », et que « la gravité n'est pas une théorie utile parce que Newton était un mec sympa ».
En 2011, Gavin Schmidt est nommé Communicateur scientifique de l'année par EarthSky.

## Récompenses
En octobre 2011, l'Union américaine de géophysique octroie à Gavin Schmidt le premier Prix de communication climatique, « pour son travail sur la communication des questions relatives aux changements climatiques au public ». Le communiqué de presse récompense son travail de sensibilisation, notamment en cofondant et contribuant au blog RealClimate,. Il est également l'un des auteurs contributeurs du quatrième rapport d'évaluation du Groupe d'experts intergouvernemental sur l'évolution du climat. En 2004, Gavin Schmidt obtient est classé dans le « Top 50 des meneurs de recherche » établi par Scientific American.

## Publications sélectives
Une vue d'ensemble des publications de Gavin Schmidt peut être obtenue sur Google Scholar. Il a participé à la publication de plus d'une centaine d'études dans des revues évaluées par les pairs telles que Proceedings of the National Academy of Sciences ou Nature sur divers sujets relatifs au climat,.
En 2009, il est coécrit, avec Joshua Wolfe, Climate Change: Picturing the Science, qui a une préface de Jeffrey Sachs. L'ouvrage combine des images des effets du changement climatique avec des explications scientifiques.
- (en) Gavin A. Schmidt, « Does Science Progress? Gilbert Plass Redux », American Scientist, vol. 98, no 1,‎ 2010, p. 64 et 65 (DOI 10.1511/2010.82.58, lire en ligne, consulté le 20 novembre 2019).
- (en) Gavin A. Schmidt et Joshua Wolfe, Climate Change : Picturing the Science, W. W. Norton & Company, 2009, 305 p. (ISBN 978-0-393-33125-7 et 0-393-33125-3).
- (en) Gavin A. Schmidt et Rasmus E. Benestad, « Solar Trends and Global Warming », J. Geophys. Res., vol. 114,‎ 2009, p. D14101 (DOI 10.1029/2008JD011639, Bibcode 2009JGRD..11414101B, lire en ligne, consulté le 19 novembre 2019).
- (en) P.D. Jones, K.R. Briffa, T.J. Osborn, J.M. Lough, T.D. van Ommen, B.M. Vinther, J. Luterbacher, E.R. Wahl, F.W. Zwiers, M.E. Mann, G.A. Schmidt, C.M. Ammann, B.M. Buckley, K.M. Cobb, J. Esper, H. Goosse, N. Graham, E. Jansen, T. Kiefer, C. Kull, M. Küttel, E. Mosley-Thompson, J.T. Overpeck, N. Riedwyl, M. Schulz, A.W. Tudhope, R. Villalba, H. Wanner, E. Wolff, et E. Xoplaki, « High-Resolution Paleoclimatology of the Last Millennium: A Review of Current Status and Future Prospects », The Holocene, vol. 19,‎ 2009, p. 3 à 49 (DOI 10.1177/0959683608098952, Bibcode 2009Holoc..19.....3J, lire en ligne, consulté le 20 novembre 2019).
- (en) B. D. Santer, P. W. Thorne, L. Haimberger, K. E. Taylor, T. M. L. Wigley, J. R. Lanzante, S. Solomon, M. Free, P. J. Gleckler, P. D. Jones, T. R. Karl, S. A. Klein, C. Mears, D. Nychka, G. A. Schmidt, S. C. Sherwood et F. J. Wentz, « Consistency of Modelled and Observed Temperature Trends in the Tropical Troposphere », International Journal of Climatology, vol. 28, no 13,‎ 2008, p. 1703 à 1722 (DOI 10.1002/joc.1756, Bibcode 2008IJCli..28.1703S, lire en ligne, consulté le 20 novembre 2019).
- (en) Gavin A. Schmidt, Reto Ruedy, James E. Hansen, Igor Aleinov, Nadine Bell, Mike Bauer, Susanne Bauer, Brian Cairns, Vittorio Canuto, Ye Cheng, Anthony Del Genio, Greg Faluvegi, Andrew D. Friend, Tim M. Hall, Yongyun Hu, Max Kelley, Nancy Y. Kiang, Dorothy Koch, Andy A. Lacis, Jean Lerner, Ken K. Lo, Ron L. Miller, Larissa Nazarenko, Valdar Oinas, Jan Perlwitz, Judith Perlwitz, David Rind, Anastasia Romanou, Gary L. Russell, Makiko Sato, Drew T. Shindell, Peter H. Stonef, Shan Sun, Nick Tausnev, Duane Thresher, et Mao-Sung Yao, « Present Day Atmospheric Simulations Using GISS ModelE: Comparison to In-Situ Satellite and Reanalysis Data », Journal of Climatology, vol. 19,‎ 2006, p. 153 et 192 (DOI 10.1175/JCLI3612, Bibcode 2006JCli...19..153S, lire en ligne, consulté le 20 novembre 2019).